# スヴャトヒルシク
- スヴィアトヒルスク[1]

スヴャトヒルシク (ウクライナ語: Святогі́рськ, 発音 [sʲwʲɐtoˈɦ⁽ʲ⁾irsʲk] ( 音声ファイル), Svjatohírs’k;  ロシア語: Святого́рск, Svyatogorsk) は、 ウクライナ東部ドネツィク州のクラマトルシク地区の市である。スヴャトヒルシク・フロマーダに属しており、 スラビャンスクから30キロ（19マイル）の距離にあり、ドネツ川河岸に位置している。ドネツィク州、ルハーンシク州、ハルキウ州の3つの州の境界線が一点集まった地点に近接している。人口は2021年の推計で4,309人、 2001年の推計では5,136人であった。16世紀創立のスヴャトヒルシク大修道院はこの町に位置している。

## 歴史
聖なる山々 (ウクライナ語: Святі гори, Sviati Hory; en:Holy Mountains) 地帯の集落が最初に文献に登場するのは16世紀である。1624年修道院が創立されたが、18世紀の終わりには、修道院の全ての土地は世俗化され、個人所有者の手に渡った。新規地権者の一人が、近隣の湖のほとりに湖水浴場を開設し、その地がバンネ (ウクライナ語: Банне), Banne; ロシア語: Банное, Bannoye, バンノエ; またはБанновское, Bannovskoye;  文字通り入浴や水浴びの意味) と呼ばれてる集落に発展した。近くの村落（セノ）タチヤノウカ (Тетянівка, Tatyanovka) との近接度により、両集落は時には集合的にバンノエ＝タチヤノウカ (ロシア語: Банное-Татьяновка, Bannoye-Tatyanovka) と言及されることにつながっていった。
ソビエト連邦時代にはまだセノ（村）で、公式にはバンノエとして知られていた。1938年には都市型集落の地位を得て、Bannovsky (ロシア語: Банновский) へと改名された。集落はリゾート地として着実に規模を拡大していき、1964年には町としての地位を得て、最初の部分は近隣都市名のスロヴャンスク(Sloviansk; スラヴャンスク, Slavyansk) の部分的な (Sloviano-/Slavyano-)を由来とし、後半部分は聖なる山々の (ヒルシク, -hirsk/-gorsk;  Holy Mountains) を由来とした合成語、スロヴャノヒルシク (ウクライナ語: Слов'яногірськ, Slovianohirsk; ロシア語: Славяного́рск, Slavyanogorsk) に再改名された。2003年、名称は修道院名そのものにならいスヴャトヒルシクへと改名された。 
近隣のスラヴャンスクと違い、スヴャトヒルシクは、2014年春にスラヴャンスクを活動拠点化した親ロシア派勢力軍によって支配されることはなかった。 主に平らなオープンな地形が占めるドンバス地方の大部分と違い、スヴャトヒルシクは丘や森林の中に位置しており - つまり自然の防衛機能が存在している - 陸軍の迫撃砲や戦車などによる作戦行動を難しいものにしていた。
それでも2022年ロシアのウクライナ侵攻が始まると、同年6月までにスヴャトヒルシクはロシア軍に占領された。当時の親ロシア派の町長は解放者が来たと歓迎し、ロシア国旗を掲げて会見を開いた。しかし9月にロシア軍が撤退すると町長も姿を消し、ウクライナから国家反逆罪を名目で指名手配された。ウクライナ軍は新たに民間防衛隊のリーダーから、ウォロディミル・リバルキを町長に指名した。

## 文化

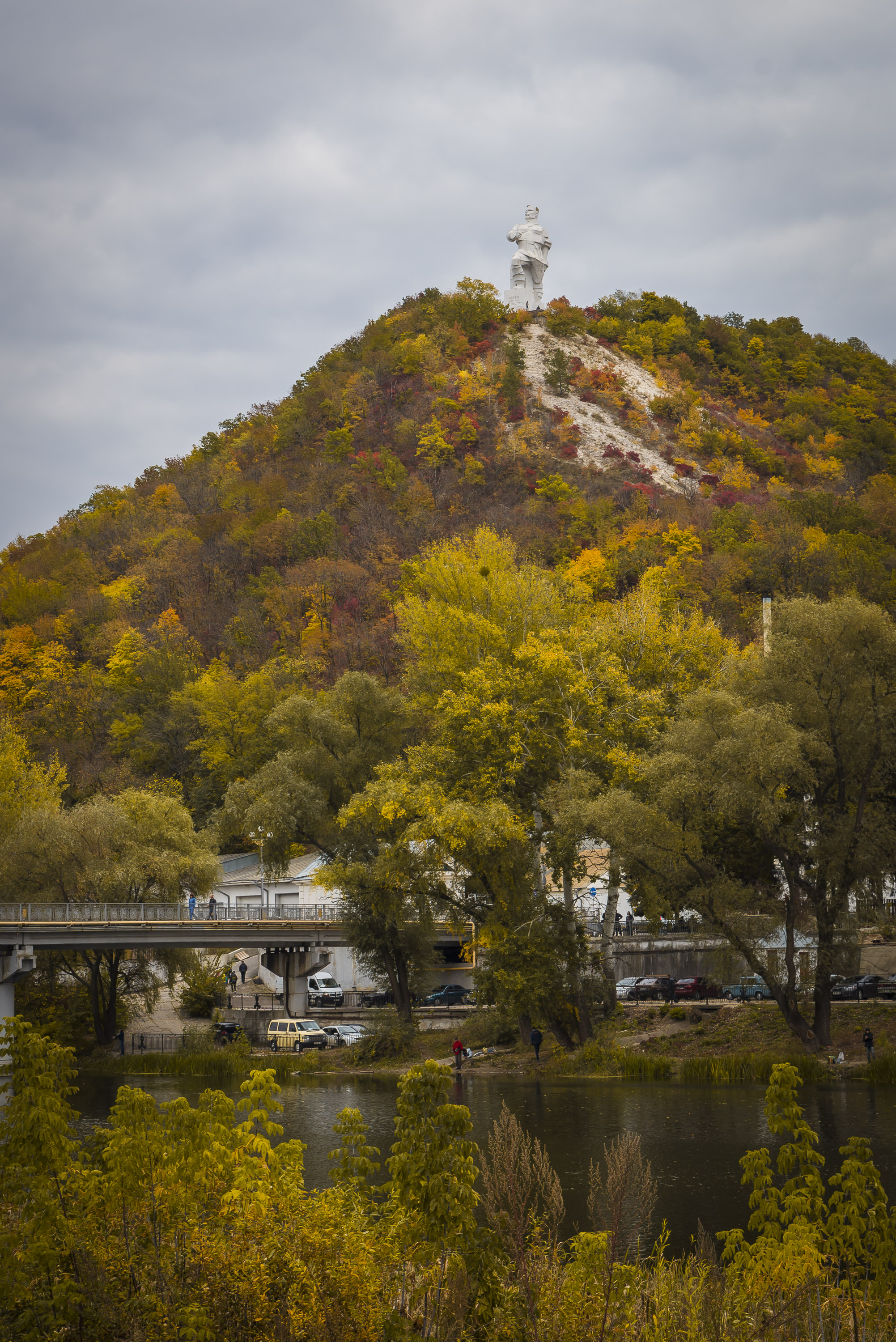
スヴャトヒルシクのアルテム（フョードル・セルゲーエフ) 記念像

スヴャトヒルシクは、聖生神女就寝スヴャトヒルシク・ラヴラ（大修道院）、Sviati Hory国立公園、歴史的及び建築的保護地, 国の重要なリゾートなどを有し、共産主義指導者アルテム (フョードル・セルゲーエフ) 巨大像や第二次世界大戦記念碑（戦勝40年記念に除幕）などの30の文化財が保護地の歴史的記念総合施設内に含まれている。町は著名文化人によって訪れられており、その中にはフルィホーリイ・スコヴォロダ、フョードル・チュッチェフ、イヴァン・ブーニン、アントン・チェーホフ、マクシム・ゴーリキー、マリーナ・ツヴェターエワ、イリヤ・レーピンが含まれる。
2015年5月15日、ペトロ・ポロシェンコウクライナ大統領は、共産主義者の記念碑の撤去と強制的な共産主義関連の集落名の改名を行う6カ月の期間を開始する法案に署名し法律として成立させた。しかし、 アルテム記念像は「国家文化遺産」リストに記載されており、解体されることはなかった。

## 観光
スヴャトヒルシクの開発計画は、リゾートや、レクリエーションと観光網の大幅な拡大を盛り込んでいる。スヴャトヒルシクのリゾートには、「聖なる山々」サナトリウムや、ホテルと観光の総合施設などがある。 町は成人と子供たちのレクリエーション部門関連の建造と近代化を遂行している。
2009年初頭に4つ星ホテルが開業したほか、スヴャトヒルシクにはドネツ川、白亜（チョーク）の山、針葉樹林と混交林、樹齢数百年のオークの木々、澄んだ空気がある。

## 日本との関係

### 町立音楽学校への支援
2014年に勃発したドンバス戦争によって移住を余儀なくされた国内避難者を支援し彼らの生活の安定を促進する目的で、日本国政府は国際移住機関 (IOM) を通じ町立音楽学校の改修や楽器購入の資金援助を行った。
2016年2月16日に行われた改修完了式典には、駐ウクライナ特命全権大使の角茂樹大使も出席した。入学登録をした生徒は120人いたが、その内50人は国内避難民の子供たちだった。日本の音楽のワークショップも開催された。
2022年にロシアによるウクライナ侵攻が始まると、スヴャトヒルシクはロシア連邦軍による激しい攻撃を受け、同年5月21日、町立音楽学校は砲撃によって破壊された。

## ギャラリー

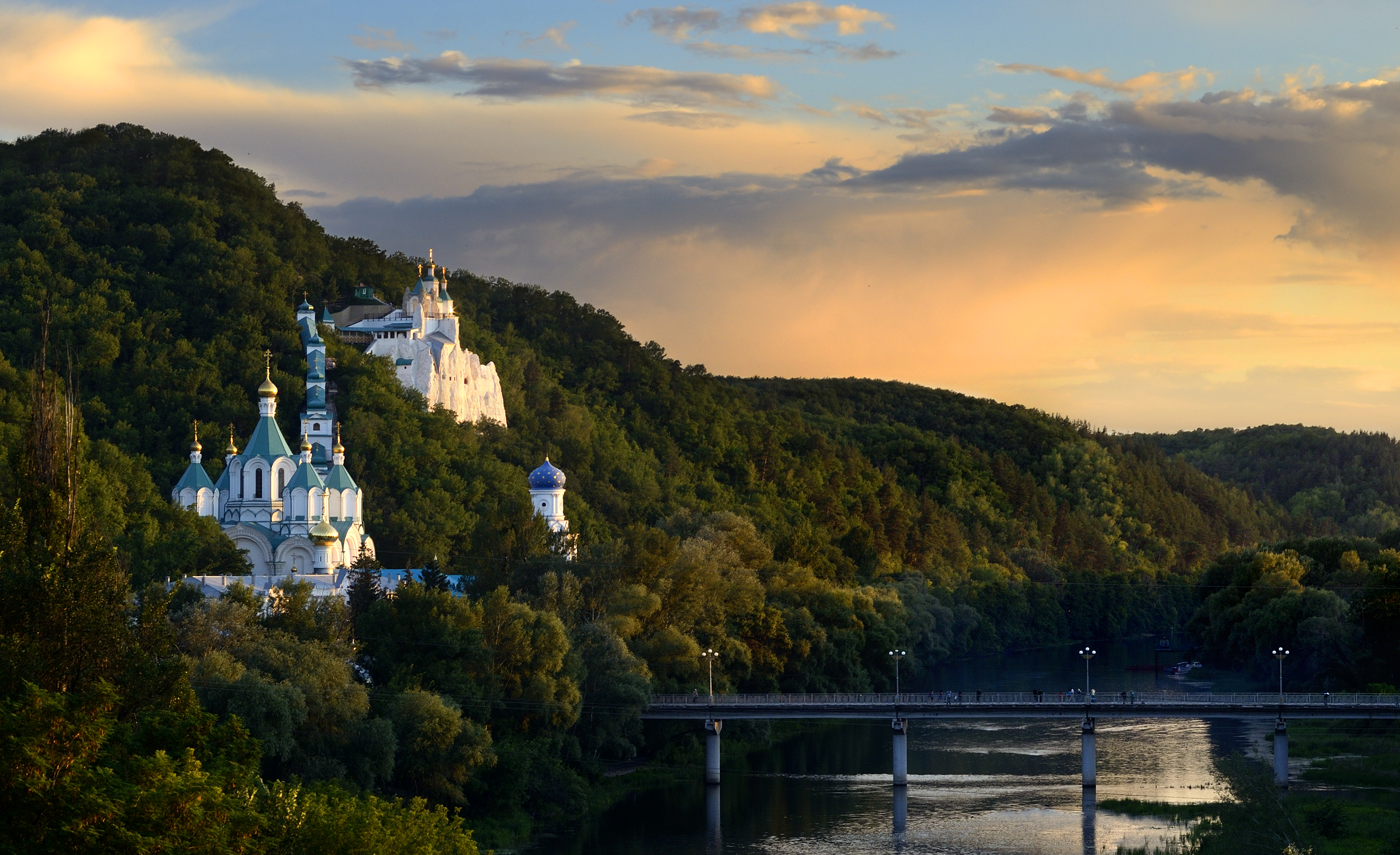
スヴャトヒルシク大修道院
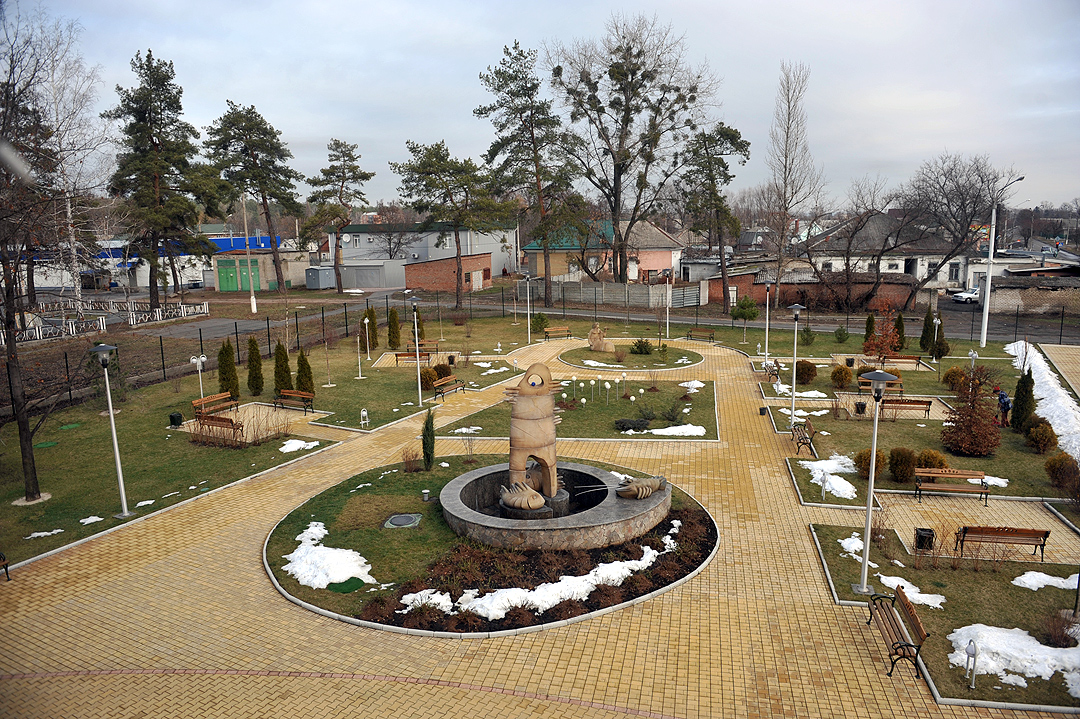
スヴャトヒルシクにあるホテルの中庭
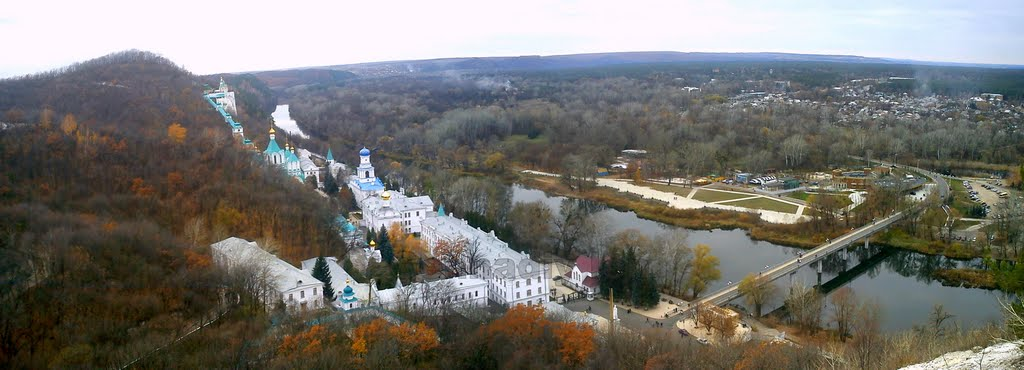
スヴャトヒルシク大修道院はドネツ川を挟んでスヴャトヒルシクの町と橋で結ばれている